# Non così vicino
Non così vicino (A Man Called Otto) è un film del 2022 diretto da Marc Forster.
Il film, con protagonista e produttore Tom Hanks, è l'adattamento cinematografico del romanzo del 2012 L'uomo che metteva in ordine il mondo scritto da Fredrik Backman, già portato sul grande schermo con il film Mr. Ove (2015).

## Trama
Otto Anderson è un uomo di 63 anni che vive nella periferia di Pittsburgh, in Pennsylvania. Rimasto vedovo della moglie Sonya, deceduta da 6 mesi a causa di un tumore, è caduto in depressione e di conseguenza rifiuta (se non per lo stretto necessario) ogni contatto con il mondo esterno e con il vicinato: egli è stato per anni il presidente del consiglio dell'associazione di quartiere, con il ruolo di far rispettare le regole e stabilire ordine nel piccolo sobborgo; appare notevolmente scorbutico e asociale, e la sua depressione, unita alla solitudine e al ricordo della moglie, lo portano a tentare diverse volte il suicidio.
Durante l'ennesimo tentativo, per impiccagione, viene interrotto dai suoi nuovi vicini: Marisol, una donna di 30 anni originaria del Messico, il marito Tommy e le loro due figlie, Abby e Luna. Marisol, inoltre, è in attesa del terzo figlio. Otto da subito non approva la calorosità e la stravaganza della coppia (Marisol a 30 anni non ha ancora preso la patente e il marito Tommy è totalmente incapace nei lavori casalinghi) e giudica fuori luogo i loro comportamenti poco ortodossi, che minano la tranquillità del piccolo quartiere. 
Da qui si ripercorre, tramite alcuni flashback, la vita passata di Otto: rimasto senza genitori (la madre era morta quando lui era bambino e il padre era deceduto improvvisamente qualche tempo prima) tenta di arruolarsi nell'esercito, ma senza successo: soffre di cardiomiopatia ipertrofica e perciò viene ritenuto non idoneo. Nel tornare verso casa, sul treno incontra Sonya, restituendole il libro che lei aveva perso sul binario poco prima. I due cominciano a frequentarsi e si fidanzano in breve tempo; durante la festa di laurea, Otto chiede a Sonya di sposarlo. 
Intanto, nel presente, Otto è sempre alle prese con i tentativi di suicidio, che però finiscono sempre per essere interrotti da Marisol, che in una di queste occasioni chiede aiuto a lui per raggiungere il marito Tommy, portato in ospedale con un'ambulanza a causa di un incidente domestico. Egli accetta con riluttanza, ma in ospedale, seppur coinvolto in un acceso diverbio con un clown che con un gioco di prestigio gli aveva scambiato con un'altra una moneta appartenuta alla moglie, incomincia a far intravedere un carattere più mite e più disponibile, grazie soprattutto alle figlie di Marisol, che, affettuosamente, cominciano a chiamarlo "abuelo Otto" (nonno Otto). Otto intanto, mentre sta tentando di gettarsi sotto ad un treno, salva un passante anziano colto da un malore e viene poi avvicinato da una giornalista, Shari Kenzie, che lo informa di quanto il video del suo salvataggio sia diventato virale; egli però rifiuta qualsiasi elogio, intimando alla ragazza di lasciarlo in pace.
Marisol decide di affidarsi proprio a Otto per imparare a guidare, e sebbene sempre riluttante, Otto accetta. Coglie l'occasione per portarla nel posto dove lui e Sonya si recavano ogni sabato: un bar dove si possono provare specialità svedesi. Qui Otto, sempre tramite flashback, le racconta di quando lui e Sonya comprarono la casa nel quartiere e conobbero i loro primi vicini di casa, che vivono lì tuttora, Rueben e Anita. Con loro nacque un'amicizia sincera, soprattutto con Rueben, con cui Otto si impegnava a far rispettare le regole di buon vicinato e con il quale condivideva la passione per le autovetture "made in USA". Con il passare del tempo però, l'amicizia andò logorandosi, a causa della gelosia di Rueben nei confronti della carica di Otto, della quale intendeva impossessarsi con un "golpe". Otto non l'ha ancora perdonato, nonostante egli sia quasi totalmente paralizzato e segregato in casa su una sedia a rotelle a causa di un ictus, assistito solo dalla moglie Anita, affetta dalla malattia di Parkinson, e dallo stravagante vicino Jimmy.
Un adolescente transgender della zona, Malcolm, riconosce Otto mentre consegna giornali e volantini nel quartiere. Malcolm, nonostante sia preso di mira dal malcontento del vedovo per via del suo lavoro, lo riconosce come marito di Sonya, che fu, prima di morire, la sua insegnante: confessa quindi che Sonya era una persona splendida e che fu l'unica a non avere mai avuto un pregiudizio sul fatto che egli fosse transgender. Nasce quindi un'amicizia tra i due, ma nel frattempo, si presenta un rappresentante di "Dye & Merika", agenzia immobiliare proprietaria delle case del quartiere, deciso a far vendere la casa a Otto e Rueben e Anita (ritenuti non autosufficienti a causa delle loro patologie) e nel frattempo ha un diverbio con Marisol, la quale supplica Otto di continuare a vivere e di non chiudersi in se stesso: il vedovo qui ha un mancamento, e si rinchiude in casa deciso a farla finita, ma viene anche questa volta interrotto da Malcolm, cacciato di casa dai genitori. Dopo essersi scusato con Marisol, egli le racconta che lui e Sonya si erano recati alle Cascate del Niagara per festeggiare la gravidanza (Sonya era incinta di 6 mesi). Sulla via del ritorno a casa, l'autobus su cui si trovavano si è schiantato a causa di freni difettosi, provocando a Sonya un aborto spontaneo. 
Il quartiere non era più accessibile a Sonya, costretta da una paralisi sulla sedia a rotelle, e Otto venne escluso dalla presidenza del consiglio dell'associazione di quartiere, dopo aver avuto un acceso confronto con un rappresentante di "Dye & Merika". Dopo quell'evento, Otto si era dedicato anima e corpo a prendersi cura di Sonya fino alla morte di lei.
Ora, con l'aiuto del vicinato e di Shari Kenzie, Otto riesce ad aiutare Reuben e Anita a mantenere la proprietà della loro casa. Al termine di questo evento, Otto perde conoscenza e viene portato in ospedale, dove indica Marisol come suo parente più prossimo. Parlando con il cardiologo, Marisol apprende della patologia di Otto, ed entra in travaglio, dando alla luce un figlio: ripresosi, egli regala la sua vecchia macchina a Malcolm e porta Marisol e i suoi figli a fare un giro nel suo nuovo pick-up.
Tre anni dopo, Tommy nota che Otto non ha spalato la neve davanti casa, come era solito fare. Lui e la moglie entrano quindi in casa sua e lo trovano morto sul letto, con una lettera indirizzata a Marisol: il cuore malato ha avuto la meglio, ma lui, che aveva intuito che la sua fine si avvicinava, ha cambiato il proprio testamento e le ha scritto in anticipo una lettera per ringraziarla di averlo fatto tornare a vivere. Al funerale di Otto partecipano tutti i suoi vicini. In accordo con le sue volontà, Marisol e la sua famiglia ricevono tutta la sua eredità, cioè abbastanza soldi per prendersi cura dei figli, la sua nuova macchina, con la raccomandazione (scritta nella lettera) di non farla mai guidare a Tommy, il suo gatto e la sua casa, a patto di non venderla mai all'agenzia immobiliare.

## Produzione
Le riprese del film sono iniziate a Pittsburgh nel febbraio 2022 e sono terminate nel maggio dello stesso anno. Il film è stato girato in pellicola 35mm.
Il budget del film è stato di 50 milioni di dollari.

## Promozione
Il primo trailer del film è stato diffuso il 20 ottobre 2022.

## Distribuzione
Il film è stato distribuito limitatamente negli Stati Uniti a partire dal 25 dicembre 2022 e dal 13 gennaio 2023 in tutte le sale cinematografiche della nazione, mentre nelle sale italiane dal 16 febbraio 2023.

## Accoglienza

### Incassi
Il film ha incassato 64 milioni di dollari in Nord America e 49 nel resto del mondo, per un totale di 113 milioni di dollari.
In Italia la pellicola ha incassato 1,5 milioni di euro.

### Critica
Sull'aggregatore Rotten Tomatoes il film riceve il 70% delle recensioni professionali positive con un voto medio di 6,1 su 10 basato su 207 critiche, mentre su Metacritic ottiene un punteggio di 51 su 100 basato su 36 critiche.